# 强热发光
强热发光（英语：candoluminescence）是特定材料在较高温度发出的光，它在某些波长有一定的强度，比相同温度的白炽现象黑体辐射更强。这种现象在一些过渡金属或稀土氧化物材料（如氧化锌、二氧化铈、二氧化钍等）中是常见的。强热发光和白炽现象相比，虽然都是在高温发光，但强热发光是非热辐射型的。